# José Rojas Moreno
José de Rojas y Moreno (Alicante, 18 de diciembre de 1893-Madrid, 2 de marzo de 1973) heredó de su padre José de Rojas y Galiano, VIII Marqués del Bosch de Arés, el Condado de Casa Rojas.

## Biografía
Fue un diplomático español que, como embajador de España en Bucarest (Rumanía) (1941-43), consiguió que se revocasen los decretos de expulsión dictados contra un grupo de judíos sefarditas y la promesa formal de que, en el futuro, ninguno de ellos sería expulsado.
En 1945 se le concede la gran cruz de la Orden de Isabel la Católica. En 1960 se le concede la gran cruz de la Orden del Mérito Naval, con distintivo blanco. En 1965 se le nombra Consejero Permanente de Estado.
José Rojas y otros diplomáticos españoles que, como él, que ayudaron a los judíos a huir del Holocausto, fueron rescatados del olvido el año 2000 cuando el Ministerio de Asuntos Exteriores de España dedicó una página web a su memoria, denominada Diplomáticos españoles durante el Holocausto, siendo Ministro Abel Matutes. Posteriormente, en el 2007, fueron homenajeados otra vez en una exposición titulada Visados para la libertad organizada por la Casa Sefarad en Madrid.
Fue embajador en Brasil entre 1946 y 1952. A continuación fue embajador en Francia entre 1952 y 1960.
Falleció el 2 de marzo de 1973 en Madrid.
Era tío bisabuelo del que fuera Ministro de Justicia de España, Alberto Ruiz-Gallardón.